# Phegopteris poeppigii
Phegopteris poeppigii là một loài dương xỉ trong họ Thelypteridaceae. Loài này được Fee, Gay mô tả khoa học đầu tiên năm 1854.
Danh pháp khoa học của loài này chưa được làm sáng tỏ. 